# G2

G2

G2(영어: Group of Two, 그룹 오브 투) 또는 양국집단(중국어: 两国集团, 량궈지투안)은 미국과 중화인민공화국의 대립 구도를 이르는 말이다. G7이나 G20 등의 다자 정상회담과는 달리 정기적 협의체를 의미하는 것은 아니며, 선진국의 지표와도 구별된다.
중화인민공화국은 2010년 명목 GDP에서 일본을 추월하고 미국에 이어 2위가 되었으며, 2014년 구매력 평가기준 GDP에서 미국을 추월하였다. 미국은 현재 세계를 이끌어나가는 초강대국이고, 중화인민공화국은 신흥 경제 강국이다.

## 역사
G2의 개념은 2005년 저명한 경제학자 C. Fred Bergsten에 의해 처음 언급되었다.

### 중국의 경제성장

#### 개혁개방(1978年~1992年)
덩샤오핑 국가 주석의 '덩샤오핑 이론'의 논리 하에  중화인민공화국은 개혁개방을 추진한다. 1978년부터 1992년까지 시장경제 시스템 도입을 준비했고, 1992년부터 90년대까지 혼합경제 시기였다. 이 시기에 중국은 세계 8위 경제대국으로 거듭난다.

#### 고도성장기
90년대 빌 클린턴 대통령은  중국이 WTO에 가입해도 국제 시장에서 의무를 지킬 것이라고 언급했다.  미국의 허가 아래에  중국은 WTO에 가입해, 세계 경제에 본격적으로 데뷔한다. 그 후로 2000년대 동안  중국 GDP는 4배 이상의 고도성장을 구가한다.

#### 시진핑 정부
시진핑 중국공산당 총서기의 지도 아래에  중국은 2010년대에 2차 고도성장기를 구가한다. 코로나19 판데믹에도 불구하고 중국의 성장세는 V자 반등 회복을 보인다.

## 평가

### 미국의 우세
2018년 6월초~7월 중순의 무역전쟁에서 美 나스닥은 7,554에서 7,823으로 상승했고, 中 상하이 종합지수는 3,075에서 2,831로 내려갔다. 외관적으로는 중국의 참패였다. 중국의 무역 흑자는 모두 미국과의 무역에서 나오기 때문에 이런 결과는 예상 안의 범위였다.

#### 중국 국방대학 전략연구소의 주장
中 국방대학의 다이쉬 교수는 다음과 같이 주장했다.
- 미국은 정책이 잘못된 걸 확인하면 바로 180도 수정한다. 중국은 실수를 해도 인정 안하고 계속 밀어 붙인다. 중국은 이런 미국을 만만하게 봤다.
- 미국은 그냥 힘이 세서 동맹국들이 따르는게 아니다. 동맹국과 윈윈할 방법을 다 보장하니까 동맹국이 먼저 따르는거다. 중국이 진정 대국이 되려면 힘만 기르면 된다는 착각을 버려야 한다.
- 중국은 트럼프와 미국 국민들이 중국에게 품은 한을 과소평가하고 너무 일찍 패권을 주장했다. 미국은 전략의 고수다. 이런 고수를 적으로 둔게 중국의 최대 정책 실패다.
- 미국은 국익 앞에는 모두가 하나다. 국익에 도움되는 정책이라면 정권교체돼도 전임자 정책을 이어나가는 이성을 가진 리더들이 지배하는 선진국이다. 중국은 미국의 민주선거제도에 너무 기대하지 말라.
- 중국은 미국을 따르는 동맹국을 무시하지 말아야 한다. 중국군은 미국은커녕 건국이래 미 동맹국을 한 번도 이겨본 적이 없지 않는가?

상기 항목들로 조목조목 중국이 미국에게 패했음을 시인하는 글을 인터넷에 게시했고, "미국이 때려도 우릴 동정하는 나라가 없다니"라는 뉘앙스로 중국의 국제사회의 면모에 대해 자성의 목소리를 냈다.

### 중국의 우세

#### 미국의 외교가 무적은 아니었다
2019년 트럼프 美 행정부의 화웨이 제재 국제동조 요구에도 2020년까지 지난 1년간 미국의 동맹인 민주주의 국가들 중에 능동적으로 따라주지 않는 국가들이 더러 있었다. 국제사회는 철저하게 이익의 논리에 따르기 때문에 눈치보는 국가들이 많았다. 물론, 영국은 2020년까지 화웨이를 포함해 주저하는 모습이 많았지만, 2020년 홍콩 국가보안법 사태로 확실하게 중국에 강경한 태도로 돌변하게 된다.

## 같이 보기
- 프레드 버그스텐(영어판) - G2 용어 창안자
- G3 (국제정치) - 미국, 중국, EU/인도